# Det Jyske Kunstakademi
Det Jyske Kunstakademi, forkortet DJK er en statsanerkendt uddannelsesinstitution i Aarhus, der tilbyder en moderne videregående 5-årig kunstuddannelse. Akademiet har ca. 40 studerende.
DJK blev oprettet i 1959 som en selvstændig aktør i det danske kunstuddannelsesmiljø. I 1964 flyttede akademiet til Mejlgade 32-34. I 1969 kom DJK på finansloven og de studerende blev sikret SU. DJK nedlagde i 1999 den medieopdelte afdelingsstruktur med maleri, skulptur, grafik osv., som i det klassiske kunstakademi. DJK tilbyder i dag al undervisning til samtlige studerende i form af blandt andet tematiske workshops, studiekredse i aktuelle emner, foredrag, tekniske kurser og forskellige former for vejledning. Studieforløbet er inddelt i en 3-årig normaluddannelse og en 2-årig specialuddannelse.
Det Jyske Kunstakademi får tilskud fra Kulturministeriet og Århus Kommune.
Af tidligere studerende ved Det Jyske Kunstakademi er aktionskunstneren Lene Adler Petersen, maleren Poul Anker Bech, skulptøren Lena Søeborg, filminstruktøren Morten Lundgaard, billedkunstner Jan Danebod, musiker Lars HUG, billedkunstner Firoozeh Bazrafkan, billedkunstner Hanne Nielsen, billedkunstner Birgit Johnsen, billedkunstner Else Ploug Isaksen, billedkunstner Marianne Jørgensen, billedkunstner Kirsten Justesen, billedkunstner Lone Haugaard Madsen, billedkunstner Lars Lundehave Hansen.

## Rektor for Det Jyske Kunstakademi
- 1996-2007 Billedkunstneren Jytte Høy
- 2007-15 billedkunstneren Jesper Rasmussen
- 2016-2022 kunsthistorikeren Judith Schwarzbart
- 2022-2024 billedkunstneren Søren Taaning[1]
- 2024- arkitekten Torben Nielsen

Andre akademier for billedkunstnere i Danmark er Det Kongelige Danske Kunstakademi i København og Det Fynske Kunstakademi i Odense.